# Paolo Palmacci
Paolo Palmacci (17 de maio de 1984) é um jogador italiano de futebol de praia. Atua como avançado.